# Oxeladin
Oxeladin là thuốc giảm ho. Nó là một loại thuốc rất mạnh và hiệu quả được sử dụng để điều trị tất cả các loại ho do nhiều nguyên nhân khác nhau. Nó không liên quan đến thuốc phiện hoặc các dẫn xuất của nó, vì vậy điều trị bằng oxeladin không có nguy cơ phụ thuộc hoặc nghiện. Oxeladin không có tác dụng phụ (như thôi miên, ức chế hô hấp, dung nạp, táo bón và giảm đau) xuất hiện khi sử dụng thuốc chống ho thông thường, như codein và các dẫn xuất của nó. Nó có thể được sử dụng ở mọi thời đại, cũng như ở những bệnh nhân với bệnh tim, vì nó có một mức độ cao về an toàn và tính chọn lọc tuyệt vời để hành động trên hành tủy trung tâm của ho.

## Chỉ định
Oxeladin được chỉ định trong tất cả các loại ho. Bên cạnh hành động chống ho của nó, nó giúp làm sạch đường hô hấp, vì nó làm tăng số lượng bài tiết và bài tiết phế quản.
- Ho kích ứng
- Ho dị ứng
- Ho do tâm lý
- Điều trị ho ở bệnh nhân mắc bệnh tim (nó không có tác dụng đối với hệ thống tim mạch)
- Ho truyền nhiễm: viêm khí quản, viêm phế quản, viêm phổi
- Điều trị ho trong điều trị trước và sau phẫu thuật để nội soi phế quản

## Chống chỉ định
Mặc dù dị tật thai nhi chưa được báo cáo, nhưng không nên sử dụng oxeladin trong ba tháng đầu của thai kỳ. Oxeladin chống chỉ định ở những bệnh nhân điều trị bằng MAOI.

## Tác dụng phụ
Hiếm khi, một số bệnh nhân đã báo cáo phát ban, chóng mặt, an thần hoặc rối loạn tiêu hóa nhẹ. Chúng thường biến mất khi giảm liều hoặc gián đoạn điều trị.

## Nghiện
Oxeladin khác với các thuốc chống ho phổ biến gây nghiện (như etilmorphin, codeine hoặc các dẫn xuất của nó) ở chỗ không có bằng chứng về nguy cơ nghiện hoặc phụ thuộc.

## Thành phần và đóng gói
Oxeladin có sẵn dưới dạng thuốc nhỏ, xi-rô và viên nén, cung cấp các cách quản lý dễ dàng hơn sẽ được lựa chọn tùy thuộc vào độ tuổi và giai đoạn lâm sàng.

### Giọt
Mỗi 1ml (33 giọt) chứa oxeladin citrate 20   mg. Bình chứa 20ml dung dịch.

### Xi-rô
Mỗi 100ml chứa oxeladin citrate 200   mg. Chai chứa 100ml xi-rô.

### Viên nén
Mỗi viên nén chứa oxeladin citrate 20   mg. Hộp chứa 20 viên trong vỉ.

## Liều dùng
- Trẻ em từ 2 đến 5 tuổi: 2,5ml-5ml (17 giọt) cứ sau 4 - 6 giờ
- Trẻ em 6-12 tuổi: 10ml (33 giọt), hoặc 1 viên, cứ sau 4 - 6 giờ
- Trẻ em từ 12 tuổi trở lên và người lớn: 15ml (50 giọt) hoặc 2 viên, cứ sau 4 - 6 giờ

## Hạn chế sử dụng và khả dụng
Cơ quan Công nghệ Y tế và Dược phẩm Armenia đã từ chối đăng ký oxeladin vào tháng 7 năm 2000 kể từ khi các nghiên cứu ở Đức cho thấy khả năng gây ung thư của thuốc. (Tham khảo: Truyền thông tới WHO, ngày 9 tháng 8 năm 2000.) 